# Olympische Sommerspiele 1968/Teilnehmer (Nigeria)
| Gelbes Symbol für Goldmedaillen mit stilisierten Olympischen Ringen | Graues Symbol für Silbermedaillen mit stilisierten Olympischen Ringen | Braundes Symbol für Bronzemedaillen mit stilisierten Olympischen Ringen |
| ------------------------------------------------------------------- | --------------------------------------------------------------------- | ----------------------------------------------------------------------- |
| —                                                                   | —                                                                     | —                                                                       |

Nigeria nahm an den Olympischen Sommerspielen 1968 in Mexiko-Stadt mit einer Delegation von 36 Athleten (31 Männer und 5 Frauen) an 18 Wettkämpfen in drei Sportarten teil. Ein Medaillengewinn gelang keinem der Athleten.

## Teilnehmer nach Sportarten

### Boxen
- Gabriel Ogun
Halbfliegengewicht: im Viertelfinale ausgeschieden

- John Dadigi
Bantamgewicht: in der 1. Runde ausgeschieden

- Dele Jonathan
Leichtgewicht: in der 1. Runde ausgeschieden

- Fidelis Onye Som
Weltergewicht: in der 1. Runde ausgeschieden

- Fatai Ayinla-Adekunle
Halbschwergewicht: im Viertelfinale ausgeschieden

### Fußball
- in der Gruppenphase ausgeschieden
Abdul Ganiyu Salami
Muwiya Oshode
Sam Opone
Segun Olumodeji
Kenneth Olayombo
Samuel Okoye Garba
Augustine Ofuokwu
Clement Obojememe
Mohammed Lawal
Anthony Igwe
Paul Hamilton
Peter Fregene
Sebastian Brodrick
Fred Aryee
Peter Anieke
Joseph Aghoghovbia

### Leichtathletik
Männer
- Kola Abdulai
100 m: im Viertelfinale ausgeschieden
4-mal-100-Meter-Staffel: im Halbfinale ausgeschieden

- Robert Ojo
100 m: im Viertelfinale ausgeschieden
4-mal-100-Meter-Staffel: im Halbfinale ausgeschieden

- David Ejoke
200 m: im Viertelfinale ausgeschieden
4-mal-400-Meter-Staffel: im Vorlauf ausgeschieden

- Musa Dogonyaro
400 m: im Viertelfinale ausgeschieden
4-mal-400-Meter-Staffel: im Vorlauf ausgeschieden

- Mamman Makama
400 m: im Viertelfinale ausgeschieden
4-mal-400-Meter-Staffel: im Vorlauf ausgeschieden

- Anthony Egwunyenga
400 m: im Vorlauf ausgeschieden
4-mal-400-Meter-Staffel: im Vorlauf ausgeschieden

- Martin Ande
Marathon: 54. Platz

- Timon Oyebami
4-mal-100-Meter-Staffel: im Halbfinale ausgeschieden

- Benedict Majekodunmi
4-mal-100-Meter-Staffel: im Halbfinale ausgeschieden

- Samuel Igun
Dreisprung: 28. Platz

Frauen
- Oyeronke Akindele
100 m: im Viertelfinale ausgeschieden
200 m: im Vorlauf ausgeschieden

- Jumoke Bodunrin
100 m: im Vorlauf ausgeschieden
400 m: im Vorlauf ausgeschieden

- Janet Omorogbe
4-mal-100-Meter-Staffel: im Vorlauf ausgeschieden

- Mairo Jinadu
4-mal-100-Meter-Staffel: im Vorlauf ausgeschieden

- Violet Odogwu
Weitsprung: 9. Platz